# Protockije
Protockije (ros. Протоцкие) – chutor w Rosji, w Kraju Krasnodarskim, w rejonie krasnoarmiejskim. W 2010 liczył 1507 mieszkańców.